# つちのこ館
つちのこ館（つちのこやかた）は、岐阜県加茂郡東白川村の第三セクター、株式会社ふるさと企画が運営している資料館である。

## 概要
当館が所在する岐阜県東白川村はツチノコと称する未確認生物の目撃例が古くからあり、日本においてツチノコ発見が最も期待される場所であるという。東白川村ではツチノコの発見者に対する懸賞金として、皮であれば5万円、生け捕りであれば100万円に加えて1989年（平成元年）から毎年1万円の積立て分を支出するとしている。そうした環境の中で村おこしのきっかけとして、様々な文献を収集し、それを展示する施設が1992年（平成4年）4月設置された。
1階には土産売り場があり、ツチノコグッズやクッキーなどが販売されている。

## 開館時間
9時から17時まで開館し、水曜日は休館する。

## 交通アクセス
- JR東海高山本線白川口駅より濃飛バス「つちのこ館前」停留所下車すぐ[1]
- 中央自動車道中津川インターチェンジから国道257号・国道256号・岐阜県道62号下呂白川線を経由し、約1時間[1]